# 张孝伯
张孝伯（1137年—13世纪），字伯子，自号笃素居士，和州历阳县（今安徽省和县）人。南宋大臣，宋宁宗时参知政事。张郯之子，张孝祥族弟。

## 生平
张孝伯寓居萧山（今浙江萧山）。宋高宗绍兴二十五年（1155年），入太学。宋孝宗隆興元年（1163年）进士。淳熙元年（1174年），为常熟县丞。淳熙九年（1182年），知江宁县。宋光宗绍熙五年（1194年），为司农寺主簿，转任国子监丞。官至华文阁学士。当时韩侂胄当国，宋宁宗嘉泰二年（1202年）二月，张孝伯劝韩侂胄弛伪学党禁，反对贤人贬斥，以免报复之祸，一时遭贬斥者得还故职。嘉泰三年（1203年）知镇江府，十月，入朝任同知枢密院事。嘉泰四年（1204年）四月，兼参知政事。八月戊午，张孝伯罢职。